# 5621 Erb
5621 Erb eller 1990 SG4 är en asteroid i huvudbältet som korsar Mars omloppsbana, den upptäcktes 23 september 1990 av den amerikanske astronomen K. J. Lawrence vid Palomar-observatoriet. Den är uppkallad efter Brian och Dona Erb, vänner till upptäckaren.
Asteroiden har en diameter på ungefär 3 kilometer.